# Ferenc Fülöp
Dans le nom hongrois Fülöp Ferenc, le nom de famille précède le prénom, mais cet article utilise l’ordre habituel en français Ferenc Fülöp, où le prénom précède le nom.
Ferenc Fülöp, né le 22 février 1955 à Budapest en Hongrie, est un joueur de football hongrois, qui évoluait au poste d'attaquant.
Son fils, Márton, était également footballeur.

## Biographie

### Carrière en équipe nationale
Avec l'équipe de Hongrie, il figure dans le groupe des sélectionnés lors de la Coupe du monde de 1978. Lors du mondial organisé en Argentine, il ne joue aucun match.

## Palmarès
MTK Budapest
- Coupe de Hongrie :
  - Finaliste : 1975-76.